# Tholian
A Tholiánok egy faj a Star Trek világában. 

Egy tholian a ISS Enterprise fedélzetén (NX-01)

Nem humanoid létforma, testük kristályszerkezetű, külsejük narancsvörös színű exoszkeleton (szerkezetileg, de nem formában hasonlít A nyolcadik utas: a Halál alienjeihez). A kristályszerkezetük különböző rezgéseket képes kibocsátani, a tholiánok ezzel kommunikálnak egymással (ez feltételezhetően egyfajta rádió-kommunikáció). Bolygójuk nem M-típusú, az emberi tűréshatárnál sokkal magasabb hőmérsékleten képesek csak életben maradni, 150 Celsius-fok alatt már fájdalmat éreznek. Amennyiben a környező hőmérséklet 100 Celsius-fok alá csökken, exoszkeletonjuk rideggé és törékennyé válik, majd megrepedezik és a tholián elpusztul.

## Eddig megismert harcmodoruk
A tholiánok kónusz (vagyis kúp) alakú csillaghajókat alkalmaznak, melyek rajokban támadnak. Legismertebb támadásuk a "Tholián Háló", mely esetben a hajók geometriai kulcspozíciókba rendeződnek és összekapcsolják egymást egy energiahálóval, így csapdába ejtve az ellenséges űrjárművet. A háló ellen hatástlan bármiféle energialövedék vagy foton-torpedó, a háló visszalök mindent a kilövési pontra. Ha azonban valamelyik Tholián hajót kilövik, a háló meggyengül.